# Maurice Borrel
Maurice Borrel fue un grabador medallista y escultor francés, nacido el año 1804 en Montataire y fallecido el año 1882 en Chevilly. Fue el padre de Alfred Borrel, igualmente medallista.